# غابة بويندي العذراء
غابة بويندي العذراء هي غابة بدائية تقع في جنوب غرب أوغندا في مقاطعة كينانغو [الإنجليزية]. تقع غابة بويندي على حافة صدع ألبرتين، الفرع الغربي من صدع شرق إفريقيا، على ارتفاعات تتراوح من 1160 إلى 2607 مترًا. تحتوي الغابة على حوالي 160 نوعًا من الأشجار وأكثر من 100 نوع من السرخس. وتعد إحدى أشهر الغابات في شرق إفريقيا وواحدة من أقدم الغابات المطيرة في أوغندا.

## التسمية
يُطلق اسم الغابة العذراء على الغابات التى لم تعرف بعد، أو الغابات التي لم تمتد اليها يد الانسان بالقطع أو غيره.
سميت الغابة العذراء بسبب كثافة أشجارها التي تحجب أشعة الشمس، وأكثر ما يميز غابة بويندى هو غطاءها النباتي الكثيف والذى يجعل منها غابة لا يمكن اختراقها. أدرجتها منظمة اليونيسكو على قائمة التراث العالمى محميةً طبيعيةً.
اشتق اسم بويندي من الكلمة "مبويندي" بلغة رونياكيتارا [الإنجليزية] وتعني "مكان مليء بالظلام". يأتي هذا الاسم من المدرجات الواسعة من الخيزران المتناثرة بين الأخشاب الصلبة للغابات الكبيرة. يعيق الخيزران والغطاء الأرضي السميك للسراخس والكروم ونمو النباتات الأخرى بشدة الوصول المباشر سيرًا على الأقدام. يُعرف أيضًا باسم "مكان الظلام". تقع الغابة على الحافة الغربية من الوادي المتصدع الكبير، على بعد بضعة كيلومترات فقط من حدود جمهورية الكونغو الديمقراطية وحوالي 25 كيلومتر شمال جبال فيرونجا.

## نبذه عامة

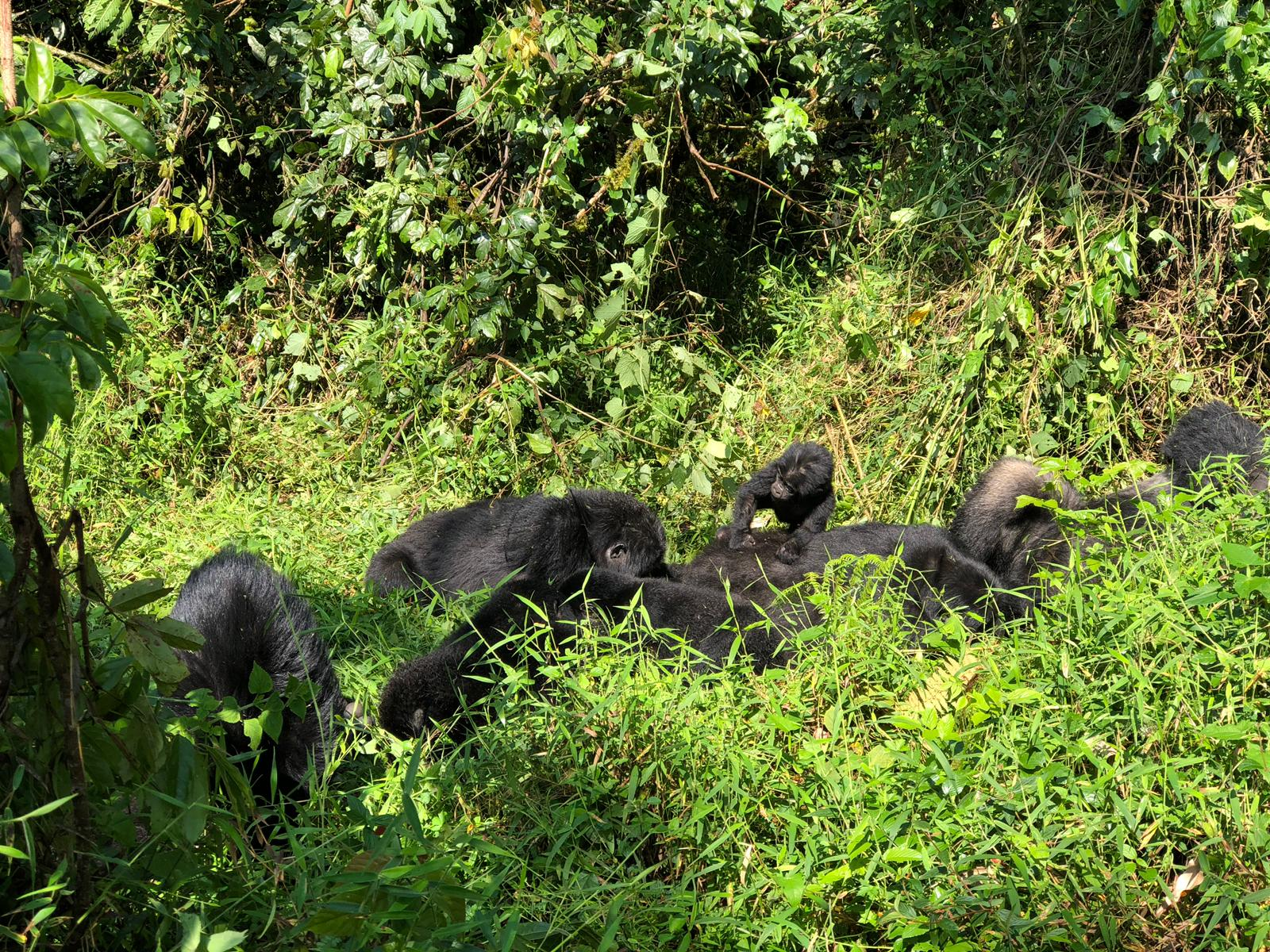
الغوريلا الجبلية بغابة بويندى

تعتبر الغابات الموجودة في أفريقيا من أكبر الغابات الموجودة على مستوى العالم، حيث تكل المساحة المغطاة بالغابات نحو 6.500.000 كيلو متر مربع، أي أنها تشكل نحو 21.80% من مساحة اليابسة. من أشهر وأقدم هذه الغابات هي غابة بويندى حيث تقع في جنوب غرب أوغندا عند ملتقى غابات السهل والجبل في شرق أفريقيا. تمتد الغابة على مساحة أكثر من 32000 هكتار. غابة بويندي من الغابات البدائية التي تتميز تربتها الجيدة الرطبة ذات اللون البنى المائل للحمرة. توفر الغابة تنوعًا بيولوجيًا غنيًا جداً يتألف من اكثر من 160 نوع من الأشجار، وأكثر من 100 نوع من السرخسيات، كما تضم 350 نوعا من الطيور، وحوالى 220 نوع من الفراشات، ذلك الى جانب التنوع الحيواني والنباتي النادر والذي تعد الغوريلا الجبلية المهددة بالانقراض من أبرزها.

## انظر أيضا

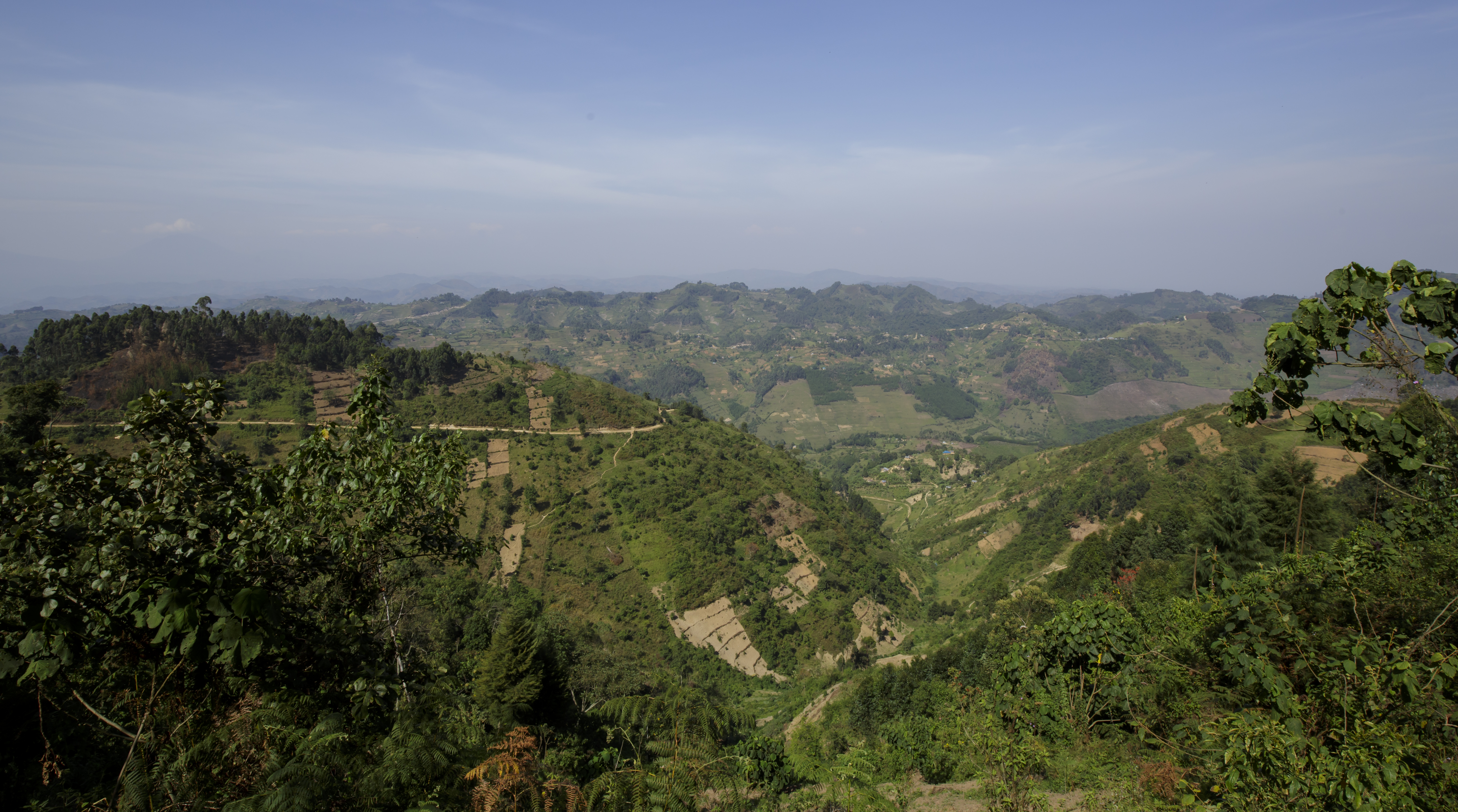
الغابةالعذراء بويندى